# Бису, Ингрид
Ингрид Бису (рум. Ingrid Bisu; род. 15 сентября 1987, Бухарест, Румыния) — румыно-немецкая актриса, модель, продюсер, сценаристка и режиссёр. Наиболее известна по роли Анки в драме Марен Аде «Тони Эрдманн», получившей множество престижных наград и номинаций.

## Биография
Бису родилась 15 сентября 1987 года в Бухаресте в румыно-немецкой семье. Она выросла в немецкой общине в Румынии, училась в немецких детском саду, школе и колледже в Бухаресте.
В 2003 году, в возрасте 16 лет, Ингрид стала героиней новогодней фотосессии для известного подросткового журнала Cool Girl. После чего стала героиней международной рекламы телекоммуникационной компании Orange S.A.. Они прослушивали девушек в Израиле, Англии и Румынии, но Ингрид получила роль. Рекламный ролик стал транслироваться в Израиле и Румынии.
В кино дебютировала в 2005 году в эпизодической роли в фильме Уве Болла «Бладрейн», где у неё была общая сцена с Беном Кингсли. В 2006 году она сыграла главную роль в румынском телефильме «Мир боли», чем привлекла внимание Кристиана Мунджиу, пригласившего Ингрид в свой киноальманах «Сказки золотого века». Это позволило актрисе получить международную известность и получить роли в фильмах известных киномастеров — Клода Лелуша, Тео Пирри, Марен Аде.
Проживает в Калифорнии.
В ноябре 2019 года вышла замуж за австралийского режиссёра Джеймса Вана.

## Фильмография
- Бладрейн (2005) — юная девушка
- Мир боли (2006) — Алиса (ТВ)
- Бойня (2009) — девушка в гробу
- Сказки золотого века — (2009)
- Хо-Хо-Хо (2009) — подруга мускулистого парня
- Портрет молодого воина (2010) — Матильда
- Ева (2010) — подруга Евы
- Окраина (2010) — Селена
- Женщина и мужчины (2010) — подруга № 2
- Роксана (2013) — подруга Виктора
- Я бабка коммунистка (2013) — парикмахерша
- Тёмный принц (2013) — Минерва
- Теорема Зеро (2013) — коллега (в титрах не указана)
- Босх (телесериал) (2016) — директор клуба (в титрах не указана)
- Тони Эрдманн (2016) — Анка
- Проклятие монахини (2018) — сестра Оана
- Злое (2021) — судмедэксперт Винни